# Донская и Новочеркасская епархия
Донская и Новочеркасская епархия — епархия Русской православной церкви, существовавшая в 1829—1943 годах.
Кафедральный город — Новочеркасск. Кафедральный собор — Вознесения Господня.

## История
Епархия была учреждена 5 апреля 1829 года как самостоятельная Новочеркасская и Георгиевская епархия, будучи выделена из состава Воронежской. В её состав вошли Область войска Донского, Черноморское войско и Кавказская область. Архиерею присвоен титул Новочеркасского и Георгиевского.
С 11 января 1830 года епархия являлась архиепископией.
Указом от 17 июля 1842 года из Новочеркасской епархии на землях Черноморского казачьего войска и Северного Кавказа была выделена Кавказская и Черноморская епархия. Сама епархия была переименована в Донскую и Новочеркасскую. Кафедральным городом епархии остался Новочеркасск.
По сведениям за 1901 год, церквей в епархии 586, монастырей 4 (два мужских и два женских), церковных школ 923, учащихся в них 41 712 (до 15 000 девочек), церковно-приходских попечительств 485. Духовная семинария, два духовных училища (Новочеркасское и Усть-Медведицкое) и епархиальное женское училище.
В январе 1930 года был арестован последний епископ Донской — Антоний (Романовский), проживавший к тому времени в Шахтах. После освобождения из заключения он упоминается в 1935 году как «епископ Ставропольский и Донской», но в управление данными епархиями не вступал.
Во время немецкой оккупации епископ Николай (Амасийский), бывший Ростовский, по собственному почину вступил в управление Донской епархией и номинально вошёл в состав Украинской Автономной Церкви под началом архиепископа Алексия (Громадского). Накануне освобождения Ростова-на-Дону Советской армией епископ Николай отбыл в Одессу, а затем в Румынию.
В 1943 году основная территория Донской епархии вошли в состав Ростовской епархии, другая часть — в Сталинградскую епархию.

## Епископы

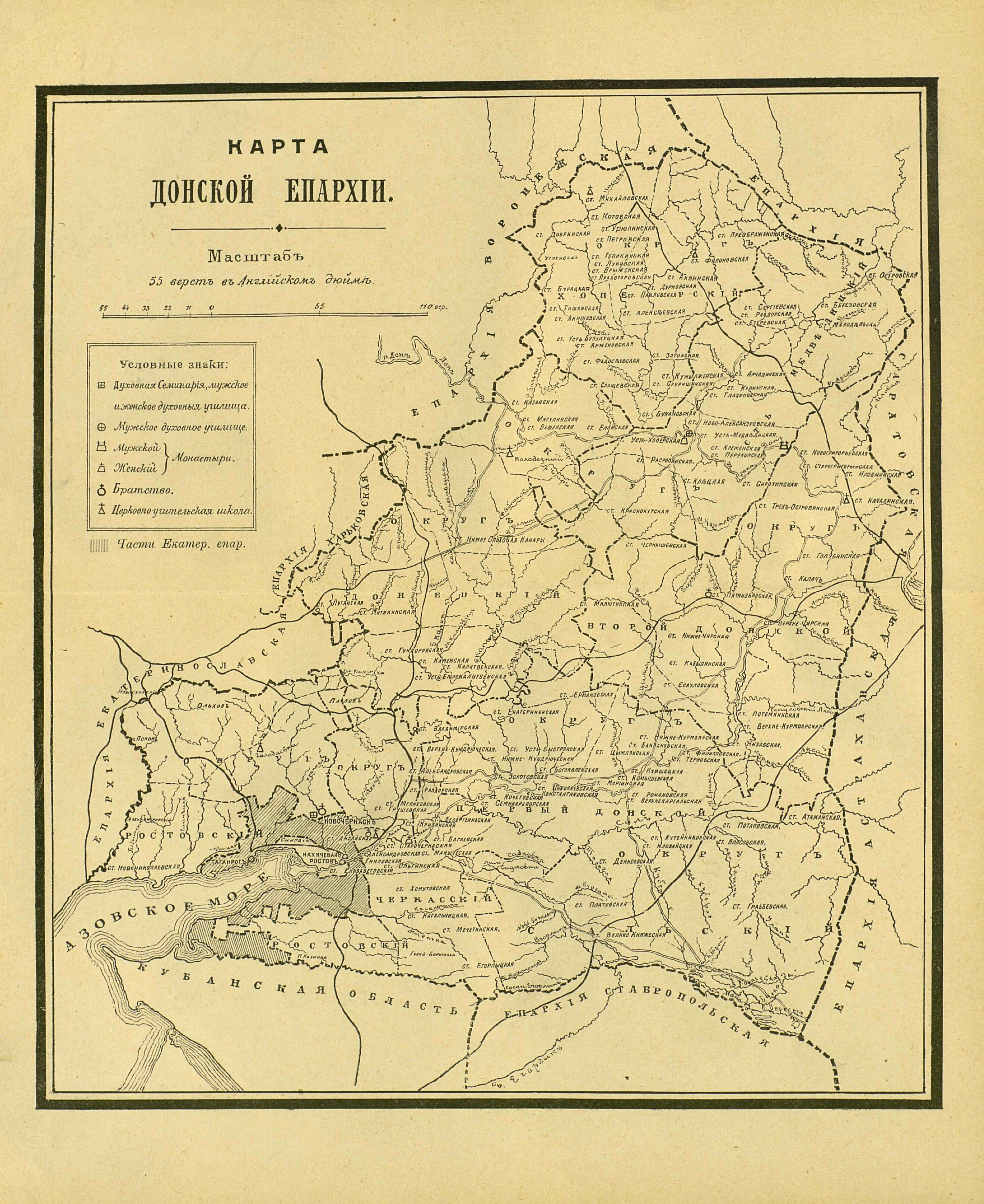
Карта епархии из Православной богословской энциклопедии. 1904 год.

Новочеркасские и Георгиевские (1829—1842)
- Афанасий (Телятев) (5 апреля 1829 — 17 октября 1842)

Донские и Новочеркасские (1842—1935)
- Игнатий (Семёнов) (18 ноября 1842 — 13 января 1847)
- Иоанн (Доброзраков) (13 января 1847 — 6 марта 1867)
- Платон (Городецкий) (9 марта 1867 — 25 апреля 1877)
- Александр (Добрынин) (25 апреля 1877 — 22 мая 1879)
- Митрофан (Вицинский) (23 мая 1879 — 19 ноября 1887)
- Макарий (Миролюбов) (5 декабря 1887 — 30 апреля 1894)
- Донат (Бабинский-Соколов) (30 апреля — 12 ноября 1894)
- Афанасий (Пархомович) (12 ноября 1894 — 20 сентября 1908)
- Владимир (Синьковский) (16 сентября 1908 — 11 июля 1914)
- Владимир (Путята) (11 июля 1914 — 10 января 1915)
- Митрофан (Симашкевич) (10 января 1915 — 22 декабря 1925)
- Димитрий (Добросердов) (1925—1926) на епархии не был
- Иов (Рогожин) (1926 — нач. 1927) в/у, епископ Усть-Медведицкий
- Амфилохий (Скворцов) (апрель 1928) не допущен властями в епархию
- Серафим (Протопопов) (27 апреля — 27 июня 1928) в/у, епископ Аксайский
- Антоний (Романовский) (12 марта 1929 — 1930)
- Александр (Бялозор) (апрель 1931 — март 1932)
- Симеон (Михайлов) (13 мая — июнь 1932) в/у, епископ Каменский
- Владимир (Горьковский) (11 августа — октябрь 1932) в/у, епископ Каменский
- Александр (Раевский) (23 октября 1932 — 16 февраля 1933) в/у, епископ Каменск-Шахтинский
- Иосиф (Чернов) (16 февраля 1933 — январь 1935), в/у, епископ Таганрогский
- Николай (Амасийский) (1942—1943) в/у, епископ бывший Ростовский

## Викариатства
- Аксайское (недейств.)
- Каменское (недейств.)
- Нижне-Чирское (недейств.)
- Усть-Медведицкое (недейств.)

## Состав епархии
По данным на 1905 год в Донскую епархию входили следующие благочиния:
| №  | Наименование благочиний           | Церквей  | Церквей   | Церквей | Местонахождение отцов благочинных |
| №  | Наименование благочиний           | Правосл. | Единовер. | Всего   | Местонахождение отцов благочинных |
| 1  | Новочеркасский кафедральный собор | 1        |           | 1       | Г. Новочеркасск                   |
| 2  | Александровск-Грушевское          | 17       |           | 17      | Г. Александровск-Грушевский       |
| 3  | Аксайское                         | 25       |           | 25      | Ст. Старочеркасская               |
| 4  | Амвросивское                      | 26       |           | 26      | Сл. Амвросиевка                   |
| 5  | Багаевское                        | 15       |           | 15      | Г. Новочеркасск                   |
| 6  | Березовское                       | 22       | 2         | 24      | Хут. Секачев                      |
| 7  | Глазуновское                      | 18       | 1         | 19      | Ст. Глазуновская                  |
| 8  | Дегтевское                        | 22       |           | 22      | Сл. Кашары                        |
| 9  | Ермаковское                       | 17       | 1         | 18      | Сл. Карпово-Обрывская             |
| 10 | Зотовское                         | 20       |           | 20      | Ст. Тишанская                     |
| 11 | Кагальницкое                      | 17       |           | 17      | Ст. Мечетинская                   |
| 12 | Казанское                         | 20       |           | 20      | Хут. Мешков                       |
| 13 | Каменское                         | 24       |           | 24      | Ст. Каменская                     |
| 14 | Качалинское                       | 17       |           | 17      | Ст. Качалинская                   |
| 15 | Кирсановское                      | 22       |           | 22      | Сл. Голодаевка                    |
| 16 | Константиновское                  | 21       | 2         | 23      | Ст. Константиновская              |
| 17 | Милютинское                       | 21       |           | 21      | Сл. Березово-Манькова             |
| 18 | Митякинское                       | 19       |           | 19      | Сл. Дячкина                       |
| 19 | Нижне-Чирское                     | 16       | 6         | 22      | Ст. Нижне-Чирская                 |
| 20 | Новониколаевское                  | 22       |           | 22      | Ст. Нововиколаевская              |
| 21 | Новочеркасское                    | 12       | 1         | 13      | Г. Новочеркасск                   |
| 22 | Потемкинское                      | 15       | 1         | 16      | Ст. Потемкинская                  |
| 23 | Правоторовское                    | 14       |           | 14      | Ст. Правоторовская                |
| 24 | Преображенское                    | 14       |           | 14      | Хут. Куликов                      |
| 25 | Ровеньское                        | 23       |           | 23      | Сл. Ровеньки                      |
| 26 | Семикаракорское                   | 18       | 4         | 22      | Ст. Семикаракорская               |
| 27 | Сальское                          | 13       | 1         | 14      | Ст. Великокняжеская               |
| 28 | Тарасовское                       | 16       |           | 16      | Сл. Тарасовка                     |
| 29 | Усть-Медведицкое                  | 16       |           | 16      | Ст. Усть-Медведицкая              |
| 30 | Урюпинское                        | 17       |           | 17      | Ст. Урюпинская                    |
| 31 | Филоновское                       | 14       |           | 14      | Ст. Филоновская                   |
| 32 | Цымлянское                        | 21       | 4         | 25      | X. Верхне-Гнутов                  |
| 33 | Чернышевское                      | 18       | 2         | 20      | Ст. Усть-Медведицкая              |
|    | ВСЕГО                             | 593      | 25        | 618     |                                   |